# Class of 3000
Class of 3000 (conocida en Hispanoamérica como Clase del 3000 y en España como MP 3000) es una serie de televisión musical animada estadounidense creada por André 3000 (más conocido como miembro del dúo de hip hop Outkast) para Cartoon Network. La serie sigue a la superestrella y profesora de música Sunny Bridges (con la voz de 3000), quien enseña a un grupo de estudiantes en la Escuela de Artes Escénicas Westley de Atlanta, Georgia. Bridges es un artista de jazz y blues que ocasionalmente da conferencias en el área residencial Little Five Points de Atlanta. Tanto OutKast como Cartoon Network tienen su sede en Atlanta. Se produjeron 28 episodios.
La serie comenzó a emitirse el 3 de noviembre de 2006, y finalizó el 25 de mayo de 2008 después de haber sido cancelada debido a su baja popularidad. La serie se estrenó de aires a las 8:00 p. m ET/PT tiempo en 3 de noviembre de 2006 en Cartoon Network en los Estados Unidos.

## Sinopsis
La serie narra la historia de un talentoso grupo de jóvenes dedicados a la música y sus profesores. Sunny Bridges es un pop star que después de muchos años regresó a su casa y se convierte en profesor de la escuela. Para cada episodio de la serie fue creada una canción adaptada a la situación mostrada. Los jóvenes aprenden sobre los distintos tipos de música.

## Producción
Durante un viaje a Turner Broadcasting en Atlanta para presentar proyectos, Thomas Lynch se reunió con el vicepresidente de programación de Cartoon Network, Mike Lazzo, un viejo amigo suyo. Lynch le dijo que quería hacer una serie animada con música y Lazzo dijo que tenía un piloto.
Mientras discutían ideas, los dos se dieron cuenta de su afición compartida por el álbum de Outkast, Speakerboxxx/The Love Below, y contactaron a André 3000 para convertir su The Love Below en un programa animado para Adult Swim. Sin embargo, a André no le interesó la idea y, en cambio, propuso crear un concepto original. Queriendo evitar que el programa se convirtiera en Hammerman o The Jackson 5ive, André decidió involucrarse directamente en el desarrollo y no convertirlo en "un acuerdo de licencia". Su única estipulación fue que el programa debía estar ambientado en Atlanta, ya que no se había ambientado ningún dibujo animado en la ciudad y quería mostrar su cultura a un público más amplio.
Sin saber a dónde llevar el proyecto, André y Lazzo visitaron el vecindario de la infancia de André, Bankhead, y luego se matriculó en la escuela secundaria Sutton, al otro lado de la ciudad, en el área rica de Buckhead.

André empezó a hablar de su juventud... Eran dos mundos completamente diferentes. Su mamá insistió en que él recibiera una buena educación, así que consiguió que le arreglaran el transporte. Mientras escucho todo esto, pienso: 'André, este es el programa que quiero ver'.
—Mike Lazzo.

El desarrollo de la serie duró dos años y medio. El veterano de la animación 2D Joe Horne se incorporó como director. Como ni Lynch ni André tenían experiencia en la industria de la animación, Lynch le dijo a Horne que tendría que "enseñarnos". Lynch admitió "cometir todos los errores que cualquiera podría cometer" para su primer proyecto animado.

Creo que mi peor [error] fue cuando el corte volvió [de la animación en el extranjero]. Lo miré y dije, está bien, tengo algunas reescrituras. Ellos dijeron: "Uhhh, obtienes algunas repeticiones". Había pensado que retomar significaba escenas completas, pero solo eran momentos o primeros planos. Eso fue una educación allí mismo, porque en la acción en vivo reescribo todo el camino hasta la postproducción, cambio todo todo el tiempo.
—Thomas Lynch.

Los personajes principales se inspiraron en personas que André conoció de niño. Relató cómo en una ocasión le estaba contando historias de su infancia a Lynch, quien respondió "¡Oh, eso es! Hay un personaje ahí mismo". La diversidad fue un elemento importante de la experiencia de André que también quería incorporar: "Estoy en la escuela con los niños del alcalde, mis amigos eran de las Indias Orientales, gente de Francia. Recibía todo tipo de influencias y pensé que sería genial tener estos diferentes tipos de personajes, diferentes nacionalidades uniéndose como música". André también quería usar el programa para destacar los programas de música, que lamentó que se estuvieran eliminando de las escuelas en los Estados Unidos en ese momento. La inspiración para la premisa de la serie provino de Dead Poets Society.

Una de mis películas favoritas es El club de los poetas muertos y tenía ganas de hacerla con niños. También pensé que sería genial que esta maestra enseñara a los niños de una manera poco ortodoxa, así que intervine como maestra, Sunny Bridges.
—André 3000.

El personaje de Sunny Bridges se inspiró en Sonny Rollins, quien se hizo conocido por tomarse un descanso de los conciertos en vivo para practicar bajo el puente de Williamsburg. En este punto, la serie había pasado de ser "oscura y sexy" a "un tipo de programa regular" según Lynch. A la luz de esta dirección, Michael Ouweleen sugirió trasladarla a un espacio de horario estelar en Cartoon Network, que acordaron.
Se planeó que la serie comenzará con músicos invitados después de varias temporadas, incluidos Big Boi, Gwen Stefani, Pharrell o Snoop Dogg, entre otros.

### Dirección de arte
Lynch y André estaban familiarizados con otras series de Cartoon Network, como Hi Hi Puffy AmiYumi, y querían darle al programa "una apariencia fluida" en contraste con su estilo más "cuadrado y cuadrado". La pareja luchó por encontrar el diseñador de personajes adecuado, lo que atribuyeron a que estaban "muy centrados en lo que queríamos, pero no [hablamos] su idioma. Tuvieron que interpretar lo que estábamos pidiendo". André quería que los personajes se vieran "geniales y originales" y tuvieran "un lirismo, un movimiento y un estilo corporal casi como notas musicales". Se contrataron dieciocho diseñadores en total para dibujar a los personajes principales antes de seleccionar a David Colman.
Valerio Ventura, quien trabajó en el desarrollo visual de películas de Disney como The Rescuers Down Under, se desempeñó como director de arte supervisor. Ventura también fue responsable de pintar los "fondos con manchas llamativas" de la serie, tal como lo describe Animation World Network, que, según Lynch, "Puso el arte (no del todo) terminado sobre una mesa, y ... literalmente arrojó pintura sobre ellos al estilo de Jackson Pollock".
Cada episodio de la serie contiene una canción original acompañada por un video musical animado, que André comparó con "mini-Fantasías". Los videos musicales están dirigidos por animadores invitados y presentan estilos diferentes al resto del programa. A los artistas "se les dio rienda suelta  [sic]" y "seguir el modelo era estrictamente opcional", según Lynch. Varios artistas que dirigieron videos musicales incluyen a John Kricfalusi, Bill Sienkiewicz, Kyle Baker, Jorge Gutiérrez, Peter Chung y Charlie Bean.

### Reparto
La serie presenta varios actores de voz veteranos para el elenco principal, incluidos Tom Kenny (Eddie), Phil Lamarr (Philly Phil), Jennifer Hale (Madison), Janice Kawaye (Kim & Kam) y Jeff Bennett (directora Luna). André describió su primera sesión de grabación con los otros actores como "intimidat[ing]" hasta que ayudaron a entrenarlo y "volverse un poco más caprichosos y mágicos". El papel principal de Lil' D se le dio a "Small Fire", una comediante local de Atlanta que creció en el vecindario de André y era "la marimacho local [que] nos ganaría en baloncesto". La tenía en mente para el papel. desde el principio y encontrarla fue "relativamente simple"; su mamá fue a la casa de su mamá y le preguntó dónde estaba.

### Cancelación
Class of 3000 se canceló en diciembre de 2007 en parte debido a restricciones presupuestarias, bajos índices de audiencia y conflictos de programación de André por no enviar sus canciones para el programa antes de la fecha límite.

## Lista de episodios (en español)
| Temporada | Temporada | Episodios | Episodios | Emisión original       | Emisión original    |
| Temporada | Temporada | Episodios | Episodios | Primera emisión        | Última emisión      |
| --------- | --------- | --------- | --------- | ---------------------- | ------------------- |
|           | 1         | 13        | 13        | 3 de noviembre de 2006 | 20 de abril de 2007 |
|           | 2         | 15        | 15        | 7 de junio de 2007     | 25 de mayo de 2008  |

### 1ª Temporada
- 1-2. "Casa" (Parte 1 y 2)
- 3. "Cacahuetes Obtener Sus Cacahuetes!"
- 4. "El Diablo y Lil'D"
- 5. "Mono Miedoso"
- 6. "La Caza del Blobtober Rojo"
- 7. "Dinero Del Eddie"
- 8. "El Hermano de la Tercera Roca"
- 9. "La Storia De Lado Westley"
- 10. "El Amor Está en el Pelo ... Net"
- 11. "¿Soy Azul?"
- 12. "prank Yankers"
- 13. "Mini Mentores"

### 2ª Temporada
- 14. "Demasiado Fresco Para Escuela"
- 15. "No Hay Nada Que él, Pero Para Hacerlo"
- 16. "Libre Philly"
- 17. "Tamika y La Bestia"
- 18. "Ultimo de la Seguridad"
- 19. "Estudio Buddies"
- 20. "La Cura"
- 21. "Gran Robot en el Campus"
- 22-23. "La Clase del 3000 Especial de Navidad"
- 24. "Hacer una Caminata!"
- 25. "Usted Aint No Ver Nada Yeti"
- 26. "Votar Sunny"
- 27. "Incorporado de Kam"
- 28. "Dos Para El Tango"

### Especial de Navidad
- La Clase del 3000 Espicial del Navidad

## Recepción
El programa recibió críticas en su mayoría positivas. The New York Times lo llamó "una caricatura ecléctica, rápida y lo suficientemente divertida que combina estilos de anime, anuncios de iPod que se mueven y el trabajo alegremente chapucero de Filmation en la década de 1970". Con respecto a la influencia de André 3000, dijeron que "[su] música energizante combina funk y crunk y todos los demás estilos, conoce la cacofonía, y el espectáculo... se mantiene bajo control con diálogos ingeniosos y mordaces y chistes aptos para niños sobre, digamos, Clay Aiken o Big Pharma". The Boston Globe también describió la serie como "tanto dulcemente inocente como urbana contemporánea" y que "ofrece música como algo espiritual y de celebración y no solo para hacer dinero". Emily Ashby de Common Sense Media le dio a la serie cuatro de cinco estrellas y dijo: "Class of 3000 ofrece un rico elenco de personajes diversos, animaciones coloridas e historias divertidas (aunque a veces algo exageradas)... Además de en sus responsabilidades creativas, Benjamin también contribuye con canciones originales y videos musicales en cada episodio (hay un álbum relacionado disponible); el paquete completo puede dejar a sus hijos con un renovado interés en la música".
"Eddie's Money" ganó un Primetime Emmy por Logro Individual Sobresaliente en Animación.
La banda sonora tiene una calificación de 4,5 estrellas sobre 5 en Amazon.

## En otros medios
- Sunny Bridges hizo un cameo durante los créditos finales de Codename: Kids Next Door y el episodio crossover de The Grim Adventures of Billy & Mandy "Las sombrías aventuras de Los Chicos del Barrio".
- Sunny Bridges hace un cameo en el episodio final de OK K.O.! Let's Be Heroes "Thank You for Watching the Show".